# Lamprozona chilensis
Lamprozona chilensis är en tvåvingeart som först beskrevs av Hermann 1912.  Lamprozona chilensis ingår i släktet Lamprozona och familjen rovflugor. Inga underarter finns listade i Catalogue of Life.